# Max Neumann (Maler, 1885)
Max Neumann (* 8. Juni 1885 in Königsberg; † 28. März 1973 in Hamburg) war ein deutscher Maler und Illustrator.

## Leben und Werk
Als Sohn eines Konditors in Königsberg geboren, absolvierte er das Studium der Malerei an der Kunstakademie Königsberg bei Ludwig Dettmann und Otto Heichert und ließ sich schließlich 1907 freischaffend in Berlin nieder. Ab 1955 war er in München ansässig, später in Hamburg, wo er auch 1973 verstarb.
In Berlin schloss er sich der Berliner Secession an, der er bis 1933 angehörte. 1913 war er Teil der Ausjurierten und wirkte an der Neuorganisation des Verbands mit, nachdem Etablierte wie Max Liebermann und Paul Cassirer sich von der Secession gelöst hatten. Er unternahm mehrfach Studienreisen nach Italien – vor allem in dessen Süden –, Spanien und Frankreich. Für Studien bei Jakob Smits begab er sich 1908 nach Belgien. Im Ersten Weltkrieg erlitt er eine schwere Verletzung. Nach dem Krieg betätigte er sich auch als Illustrator. In den Jahren 1920 bis 1921, 1929 bis 1930 und 1933 bis 1934 war in Italien tätig. Die entstandenen Werke wurden mit Erfolg in zahlreichen Ausstellungen gezeigt.
Von 1937 bis 1945 bezog er ein Atelier in der Ateliergemeinschaft Klosterstraße. 1937 wurde seine Kunst von den Nationalsozialisten als entartet verfemt und Werke beschlagnahmt. Ein großer Teil seines bis Ende des Zweiten Weltkriegs entstandenen Werks gilt als verbrannt oder verschollen.
In Max Beckmanns Gemälde Gesellschaft II von 1911 ist unter anderem auch Max Neumann festgehalten. Beckmann äußerte sich anerkennend über den Malerkollegen, wie in einem Brief von Beckmann an Waldemar Rösler festgehalten ist. Ebenso ist überliefert, dass Max Neumann in Ernst Opplers Werk Beratung im Atelier von 1913, das im Zuge der damaligen Spannungen innerhalb der Secession entstand, neben anderen Personen (u. a. Emil Pottner, Ernst Bischoff-Culm) dargestellt wurde.
Neumann war Mitglied des Deutschen Künstlerbundes und des Vereins Berliner Künstler. Sein Werk wurde durch verschiedene Kunstpreise (Preis des Deutschen Künstlerbundes, Preis der Preußischen Akademie der Künste u. a.) gewürdigt. 1929 bis 1930 war er Stipendiat der Villa Massimo in Rom und 1933/34 an der Villa Romana in Florenz.

## Werke
- Ziegelei, (Nationalgalerie)1914, Öl auf Leinwand
- Landschaft mit Brücke ("Schiffermadonna"), (Nationalgalerie) 1927, Öl auf Leinwand
- Drei Frauen, Familie Valdes Palermo, (Berlinischen Galerie[8]) 1928/29, Öl auf Leinwand
- Fingerhüte, (Berlinische Galerie) ohne Datum, Aquarell
- Glockenblumen, (Berlinische Galerie) ohne Datum, Aquarell